# Lits landskommun
Lits landskommun var tidigare en kommun i Jämtlands län.

## Administrativ historik
Lits landskommun bildades 1863 i Lits socken i Jämtland i samband med att 1862 års kommunalförordningar trädde i kraft. 
Vid kommunreformen 1952 gick Kyrkås landskommun upp i Lit. 1963 tillfördes även tidigare Häggenås landskommun.
1971 bildades Östersunds kommun, och Lit kom då att ingå i denna.

### Kyrklig tillhörighet
I kyrkligt hänseende tillhörde kommunen Lits församling. Den 1 januari 1952 tillkom Kyrkås församling och den 1 januari 1963 Häggenås församling.

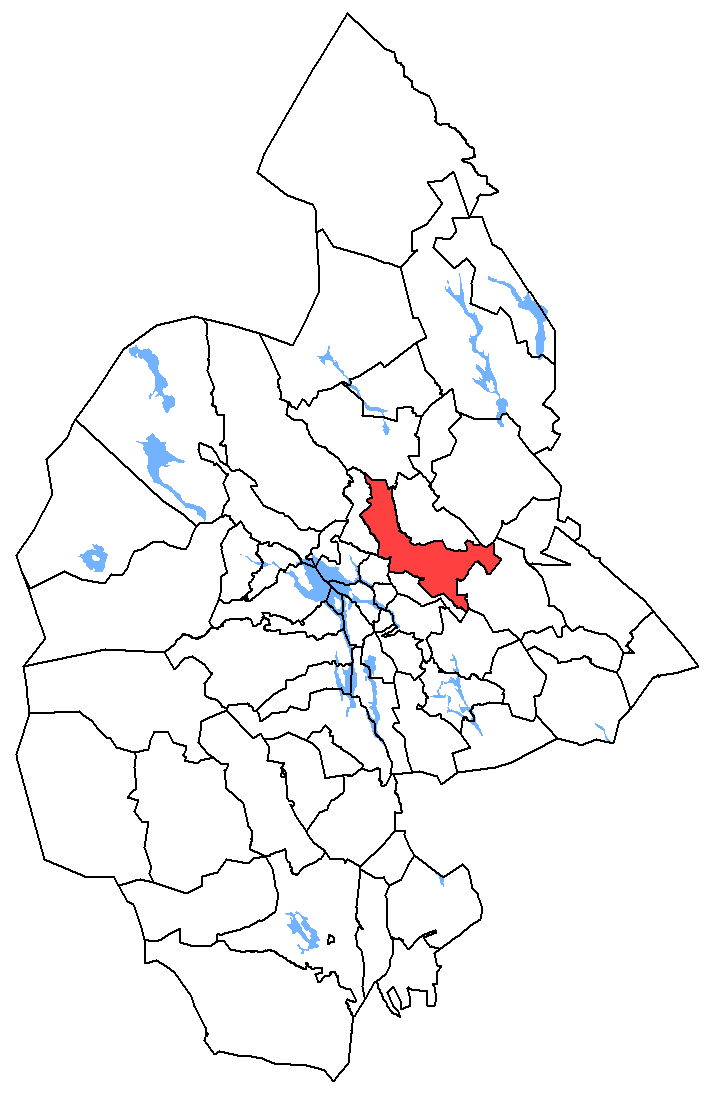
Lits landskommuns ursprungliga omfattning 1863-1951.
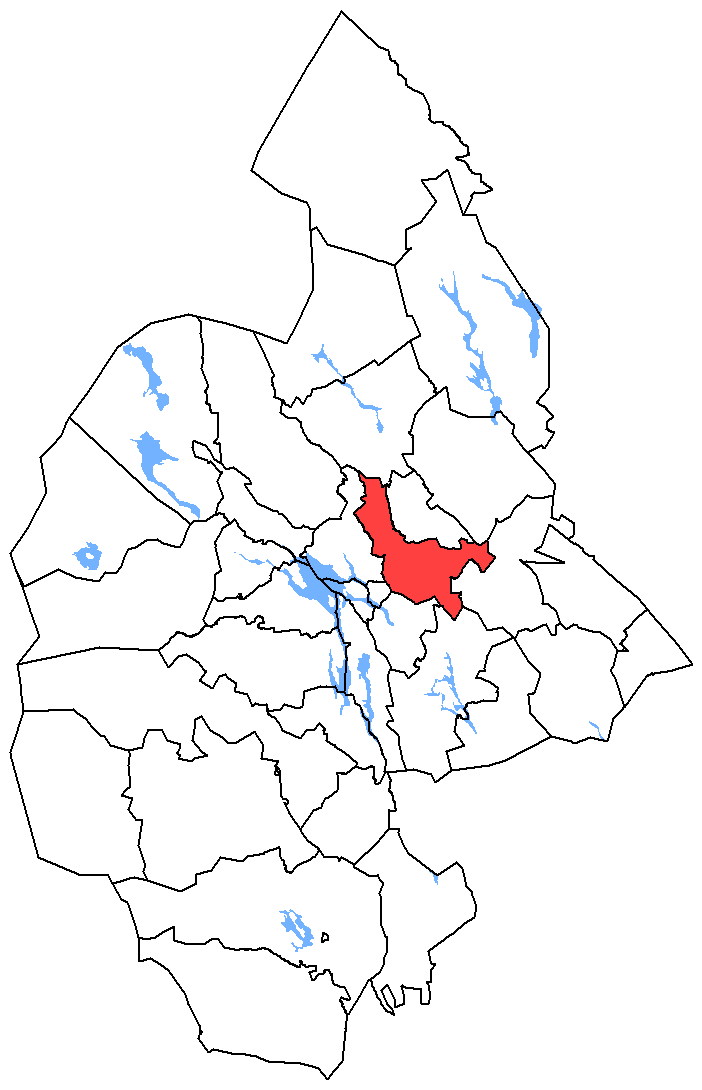
Lits landskommun 1952-1962.
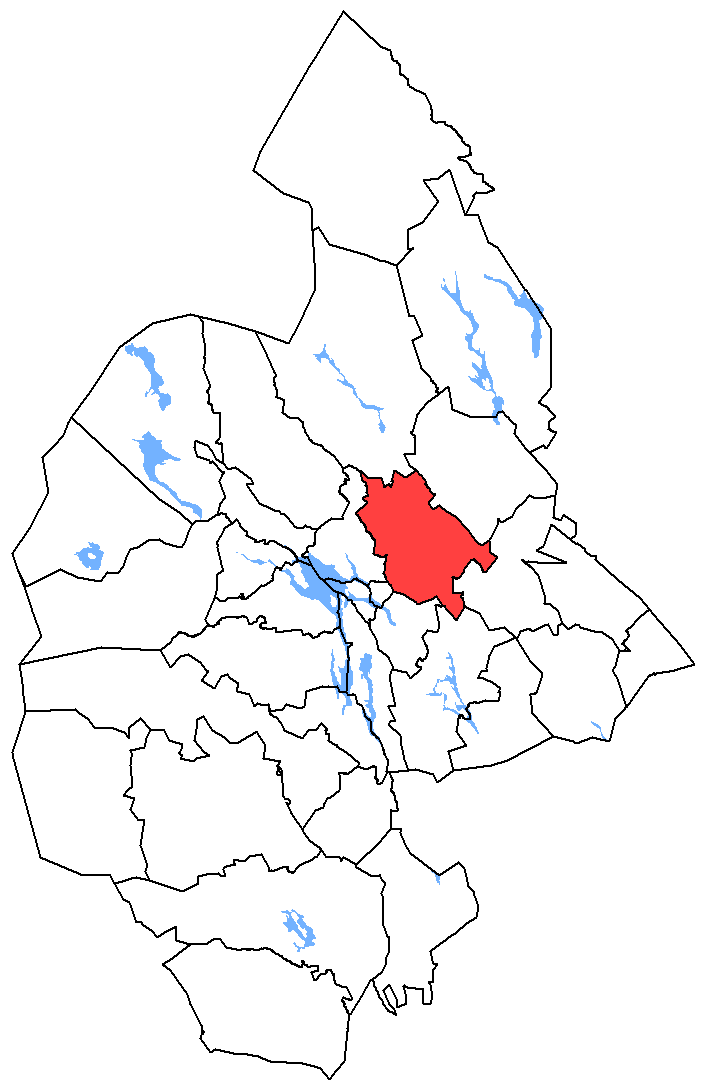
Lits landskommun 1963-1970.

## Folkmängd
År 1959 fanns det 3 529 invånare i kommunen och en befolkningstäthet på 4,0 invånare/km². Detta kan jämföras med riksgenomsnittet som då var 18,0 invånare/km².

## Kommunvapnet
Blasonering: I grönt fält en gående tjur av silver med röd beväring, därest dylik skall komma till användning, och nosring samt ovanför tjuren tre av vågskuror bildade förhöjda, bjälkvis ställda kavlar.
Detta vapen fastställdes av Kungl Maj:t den 5 mars 1948. Se artikeln om Östersunds kommunvapen för mer information.

## Geografi
Lits landskommun omfattade den 1 januari 1952 en areal av 932,75 km², varav 884,15 km² land.

### Tätorter i kommunen 1960
I Lits kommun fanns tätorten Lit, som hade 617 invånare den 1 november 1960. Tätortsgraden i kommunen var då 18,5 procent.

## Politik

### Mandatfördelning i valen 1938-1966
| 11 | 8 | 4 | 2 |

| 24 |

| 11 | 10 | 3 |  |

| 25 |

| 2 | 10 | 10 | 2 |  |

| 23 |

|  | 15 | 13 | 4 | 2 |

| 32 |

|  | 15 | 11 | 4 | 4 |

| 30 | 5 |

| 16 | 12 | 3 | 4 |

| 31 |

| 16 | 11 | 4 | 4 |

| 30 | 5 |

| 15 | 11 | 3 | 6 |

| 28 | 7 |